# Župnija Strojna
Župnija Strojna je rimskokatoliška teritorialna župnija dekanije Dravograd-Mežiška dolina koroškega naddekanata, ki je del nadškofije Maribor.

## Sakralni objekti
- Cerkev sv. Urha, Strojna (župnijska cerkev)